# Artillerie
Artillerie of geschut is in de krijgsmacht het wapen dat vuursteun geeft aan de eigen troepen via het afvuren van granaten.  Historisch bestaan er vele types van artillerie-eenheden, afhankelijk van hun specialiteit of specifieke opdracht, zoals veldartillerie, vestingsartillerie, kustartillerie, belegeringsartillerie.
In 1916 ontstaan de eerste luchtdoelartillerie-eenheden. Bij de moderne artillerie maakt men nog slechts onderscheid tussen veldartillerie, rijdende artillerie en luchtdoelartillerie.

## Indeling
Men onderscheidt krombaangeschut (houwitsers) en steilbaangeschut (mortieren) en vlakbaangeschut (kanonnen). Tot de artillerie worden ook gerekend de raketten, geleid en ongeleid, die in het veld worden gebruikt.
Men catalogeert de artillerie ook dikwijls naargelang de stukken getrokken of zelfaangedreven zijn (gemechaniseerde artillerie). Getrokken artillerie wordt verplaatst met behulp van vrachtwagens of rupsvoertuigen, z.g. artillerietrekkers. Gemechaniseerde artillerie bestaat veelal uit een of meerdere vuurmonden die op een gepantserd onderstel zijn gemonteerd.

## Nederland
De Koninklijke Landmacht kent nu drie artilleriekorpsen: het Korps Veldartillerie, het Korps Rijdende Artillerie ("Gele Rijders") en het Defensie Grondgebonden Luchtverdedigingscommando (in 2012 opgericht door het samenvoegen van het eerdere Commando Luchtdoelartillerie van de Landmacht en de Groep Geleide Wapens van de Koninklijke Luchtmacht). Tot in de meidagen 1940 bestond daarnaast nog het Korps Vestingartillerie.

### Veldartillerie

#### Modern verleden
In het verleden zijn getrokken vuurmonden (onder andere de M114-houwitser en FH-70) in de bewapening geweest. Deze stukken werden door middel van een artillerietrekker (YHZ 2300) verplaatst.
Het Nederlandse leger gebruikte voorheen gemechaniseerde vuurmonden van de typen AMX-PRA, M107/M110 en M109. Bij de AMX-PRA en M109 bevond het geschut zich ter bescherming van mens en materieel in een gesloten geschutskoepel. Deze gepantserde en gemechaniseerde artilleriestukken worden daarom ook wel pantserhouwitsers genoemd. De M107/M110 waren weliswaar gemechaniseerd, maar hadden geen geschutskoepel.
In de rol van raket-grondartillerie had de Koninklijke Landmacht in het verleden de Honest John, Lance en MLRS in gebruik. Van dat laatste type waren er 1986 tot 2005 in totaal 22 raketlanceervoertuigen in het arsenaal. Deze zijn allemaal verkocht aan het Finse leger.

#### Heden
De Korpsen Veldartillerie en Rijdende Artillerie zijn bij de reorganisatie in 2013 (14e Afdeling Veldartillerie en 11 Afdeling Rijdende Artillerie) omgevormd tot 1 Vuursteuncommando (VustCo). De Alfa- en Bravo-batterijen hebben elk zes 155mm Panzerhaubitze 2000 (hierna PzH2000) en de Charlie-batterij is uitgerust met 120mm mortieren, waarbij de ondersteuningsbatterij voor de randvoorwaarden zorgt. Het VustCo is gelegerd op de Luitenant-Kolonel Tonnetkazerne (LTK) en op de Legerplaats bij Oldenbroek (LBO) in 't Harde.
Met de M109 lag het maximale bereik op ongeveer 18 km. Omdat bij de PzH2000 de 155mm schietbuis is voorzien van een 24 liter grote kruitkamer is het bereik van dit wapensysteem zeer veel groter: tot 30 km bij standaardmunitie, en tot 54 km bij speciaal ontworpen munitie (M2005 V-LAP; niet bij de Landmacht in gebruik). De Nederlandse artillerie beschikt sinds 2006 wel over de DM131 granaat (een IHE(=Insensitive High Explosive)-granaat met base burn/base bleed-technologie) en nieuwe modulaire voortdrijvende ladingen. Deze combinatie stelt de Nederlandse PzH2000s in staat om effectief en accuraat te vuren tot op afstanden van 47 km. Dergelijke munitie is alleen beschikbaar in missiegebieden.
Door de kromme baan en de grote schootsafstanden is het mogelijk om doelen te treffen die vanaf de artilleriestukken niet zichtbaar zijn. Om toch het vuur te kunnen leiden, gebruikt men voorwaartse waarnemers in het voorterrein, uitgerust met radio's, optische waarnemingsmiddelen en laserafstandmeters. Veelal maken waarnemersgroepen gebruik van de Fennek of ongepantserde wielvoertuigen, maar ook 'uitgestegen' (dat wil zeggen: te voet) waarnemen behoort uiteraard tot de mogelijkheden. Verder kunnen doelen worden opgespoord door onbemande vliegtuigen (UAV's), mortieropsporingsradar of radiopeilstations. Door de digitale mogelijkheden van de PzH2000 is de krijgsmacht via AFSIS (Advanced Fire Support Information System) en diens koppeling aan BMS (Battlefield Management System) in staat om alle benodigde slagveldinformatie langs digitale weg (versleuteld) binnen de gehele vuursteun te kunnen verspreiden.
De landmacht heeft naast de PzH2000 ook nog mortieren van 60, 81 en 120 mm in gebruik. Mortieren zijn een lichtere vorm van artillerie, vaak in gebruik bij de ondersteuningseenheden van (pantser)infanterie-eenheden. Gedemonteerd kan een mortier (in kaliber 60mm of 81mm) door enkele infanteristen worden vervoerd en snel worden opgezet. De zwaardere 120mm mortieren worden getrokken door een niet-gepantserd wielvoertuig.
De krijgsmacht beschikt daarnaast nog over diverse typen antitankraketten. 

### Luchtdoelartillerie
Zowel lucht- als landmacht beschikken over luchtdoelartillerie. Met het opheffen van 105 Luchtdoelartilleriebatterij zijn de laatste kanonsystemen uitgefaseerd en beschikt de krijgsmacht alleen over raketsystemen. De Landmacht beschikt over Stinger-luchtdoelraketten gemonteerd op de Fennek. De luchtmacht beschikt over de draagbare Stinger luchtdoelraket. Patriot luchtdoelraketten hebben inmiddels het verouderde HAWK-raketysteem volledig vervangen. In 2009 zijn de eerste NASAMS luchtdoelraketten geleverd voor luchtverdediging op middellange afstand. Op deze manier kan er een zeer dicht systeem worden opgesteld met de Stinger voor korte afstand, de NASAMS voor middellange afstand en de Patriot voor lange afstand.

### Marine
Bij de marine is de taak van (scheeps-)artillerie grotendeels overgenomen door lucht- en zeedoelraketten, maar men kent nog geschut van 127mm (5 inch), 76mm (3 inch), 30mm en 12,7mm (0,5 inch). Snelvuurgeschut met een kaliber van minder dan 57mm wordt bij de marine vaak mitrailleur genoemd.
Het Korps Mariniers heeft 60mm, 81mm en 120mm mortieren en antitankraketten.

## België
In de Belgische krijgsmacht kent het wapen der artillerie één veldartillerie eenheid: het Nederlandstalige Bataljon Artillerie in Brasschaat/Lombardsijde (Nieuwpoort). Bij de veldartillerie gebruiken ze als hoofdbewapening de getrokken stukken; houwitser 105mm LG1 MkII van het Franse merk GIAT en door mortieren 120mm MO-120-RT. Deze artilleriestukken worden mee getrokken door het pantservoertuig Dingo 2 MPPV.  Het bataljon bestaat als volgt uit:
- een STAF,
- een staf- en dienstenbatterij,
- een schoolbatterij,
- een batterij houwitsers,
- een batterij mortieren,
- en een batterij paracommando (mortieren en houwitsers) om de luchtlandingscapaciteit te verzekeren.

## Geschiedenis
- De eerste artilleriewapens waren katapulten. Rond 400 v.Chr. verscheen het eerste spangeschut (oxybeles), rond 340 v.Chr. gevolgd door het torsiegeschut (ballista, onager) en de slingerarm (mangonel, trebuchet).
- Een middeleeuwse bombarde is een van de eerst ontwikkelde buskruit-artilleriestukken.
- De Dikke Bertha is een houwitser die tijdens de Eerste Wereldoorlog werd ingezet
- De Long Tom was het belangrijkste wapen van de Amerikaanse lange-afstandartillerie tijdens de Tweede Wereldoorlog.

## Galerij

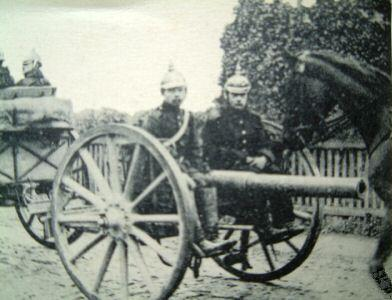
Getrokken artillerie in de Eerste Wereldoorlog
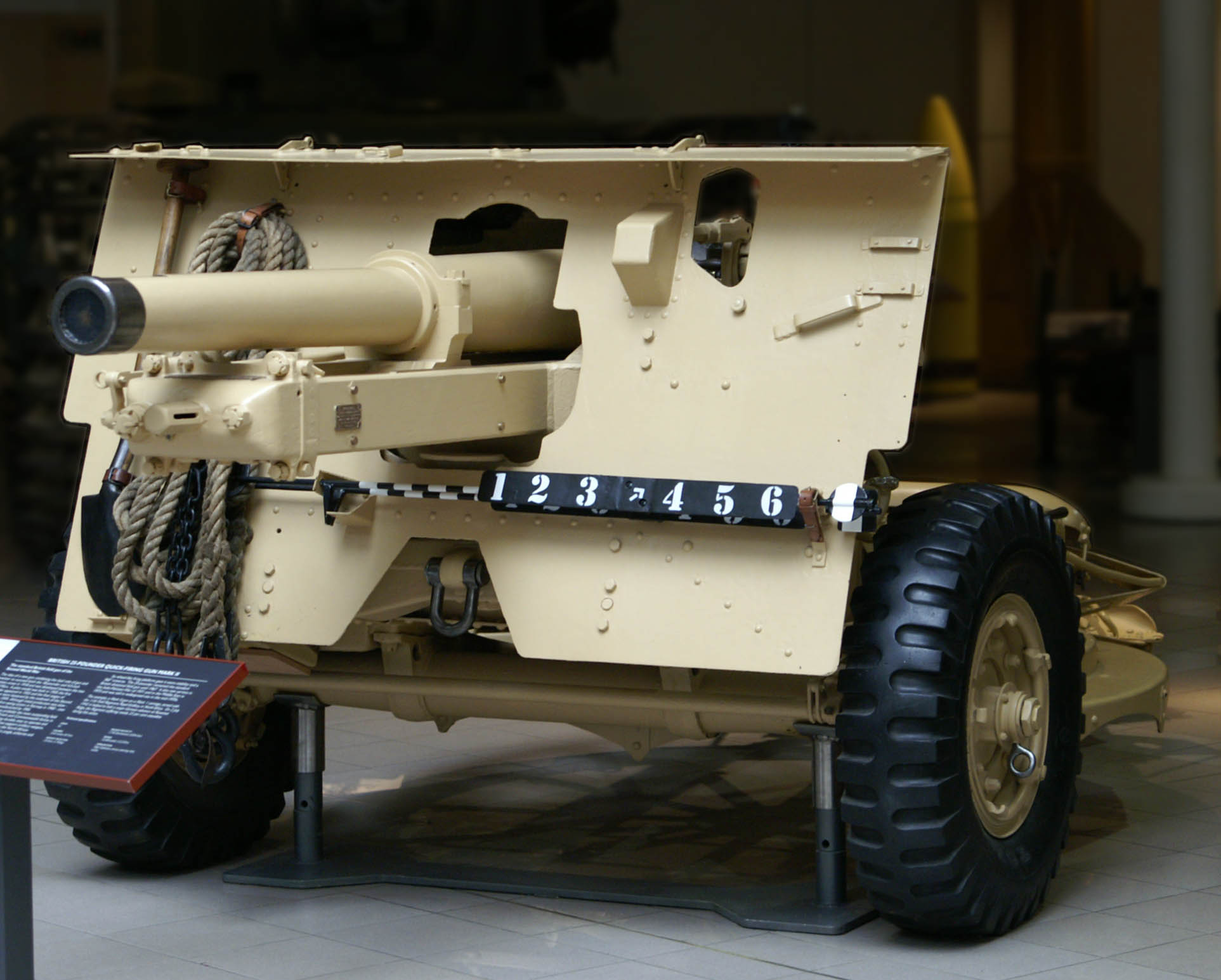
Britse Mark II 25 ponder
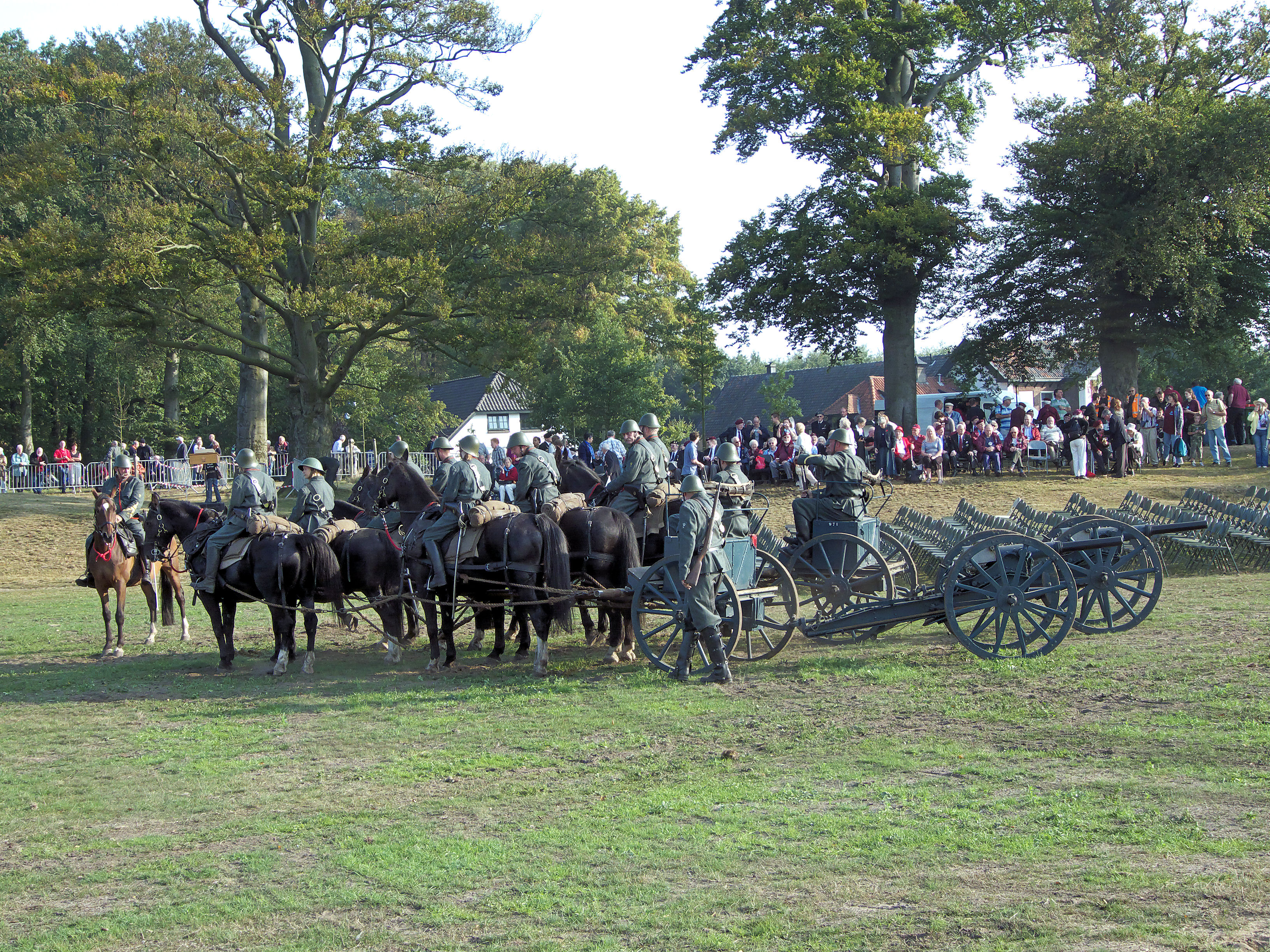
Veldartillerie op Ginkelse heide 19 september 2009 ter herdenking van Operatie Market Garden
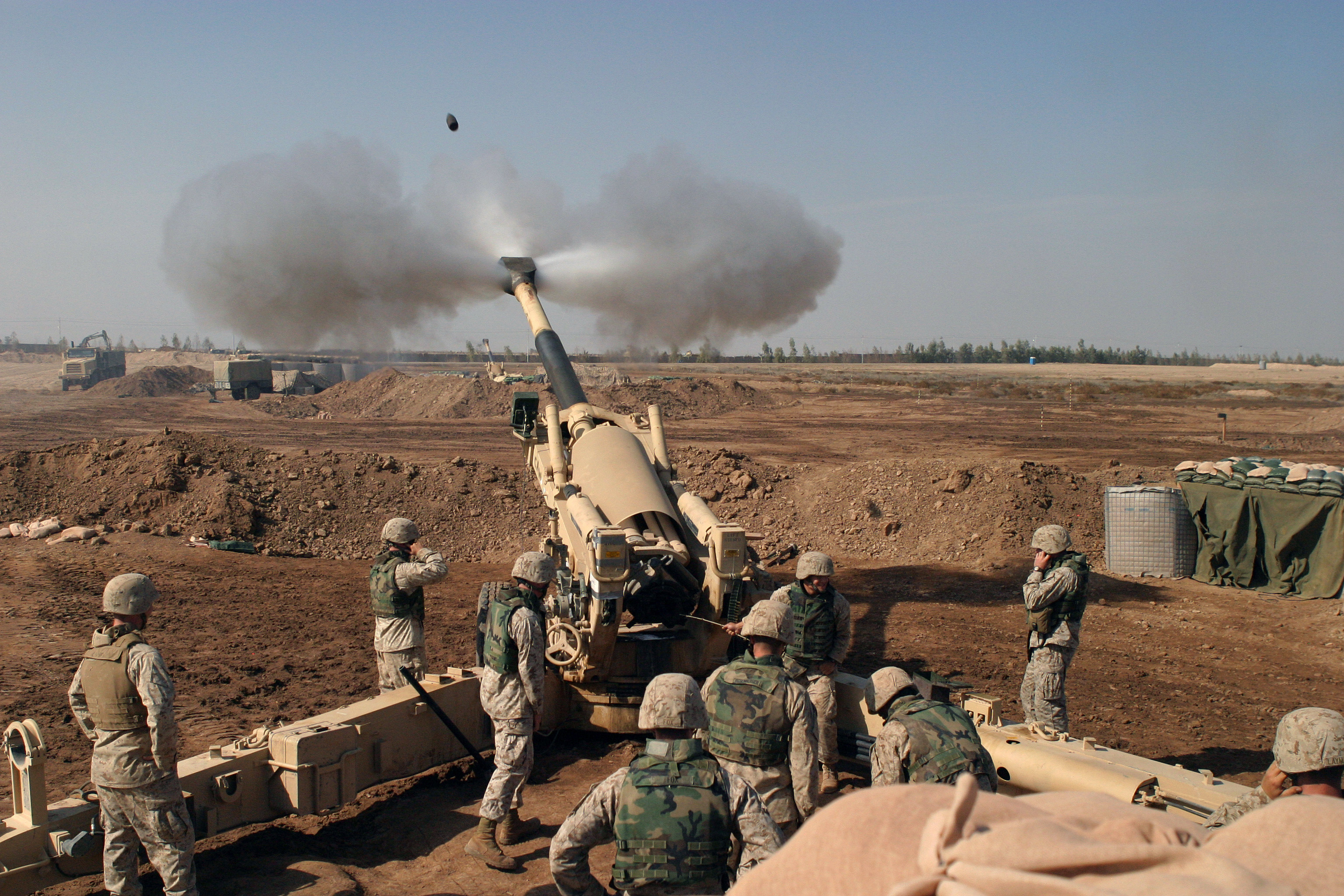
M-198 155mm Howitzer tijdens een bombardement op falluja (2004)
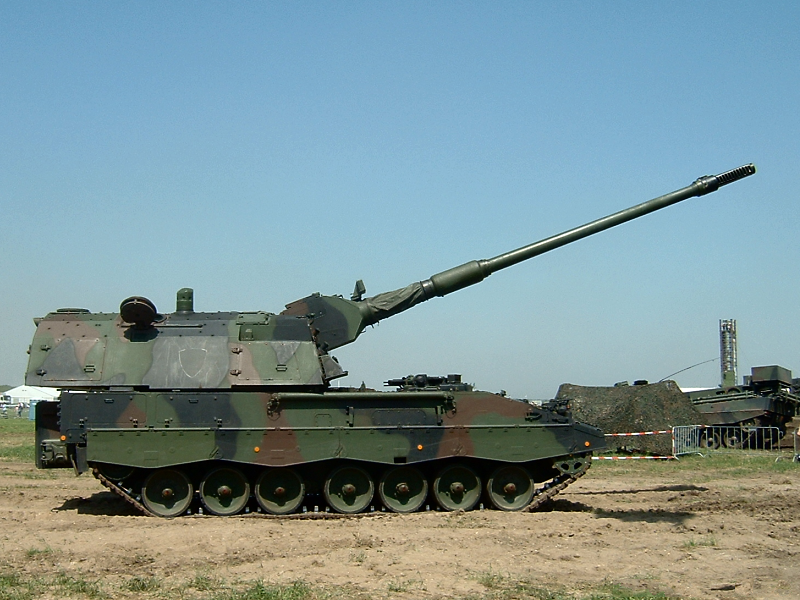
Gemechaniseerde artillerie: De Panzerhaubitze 2000
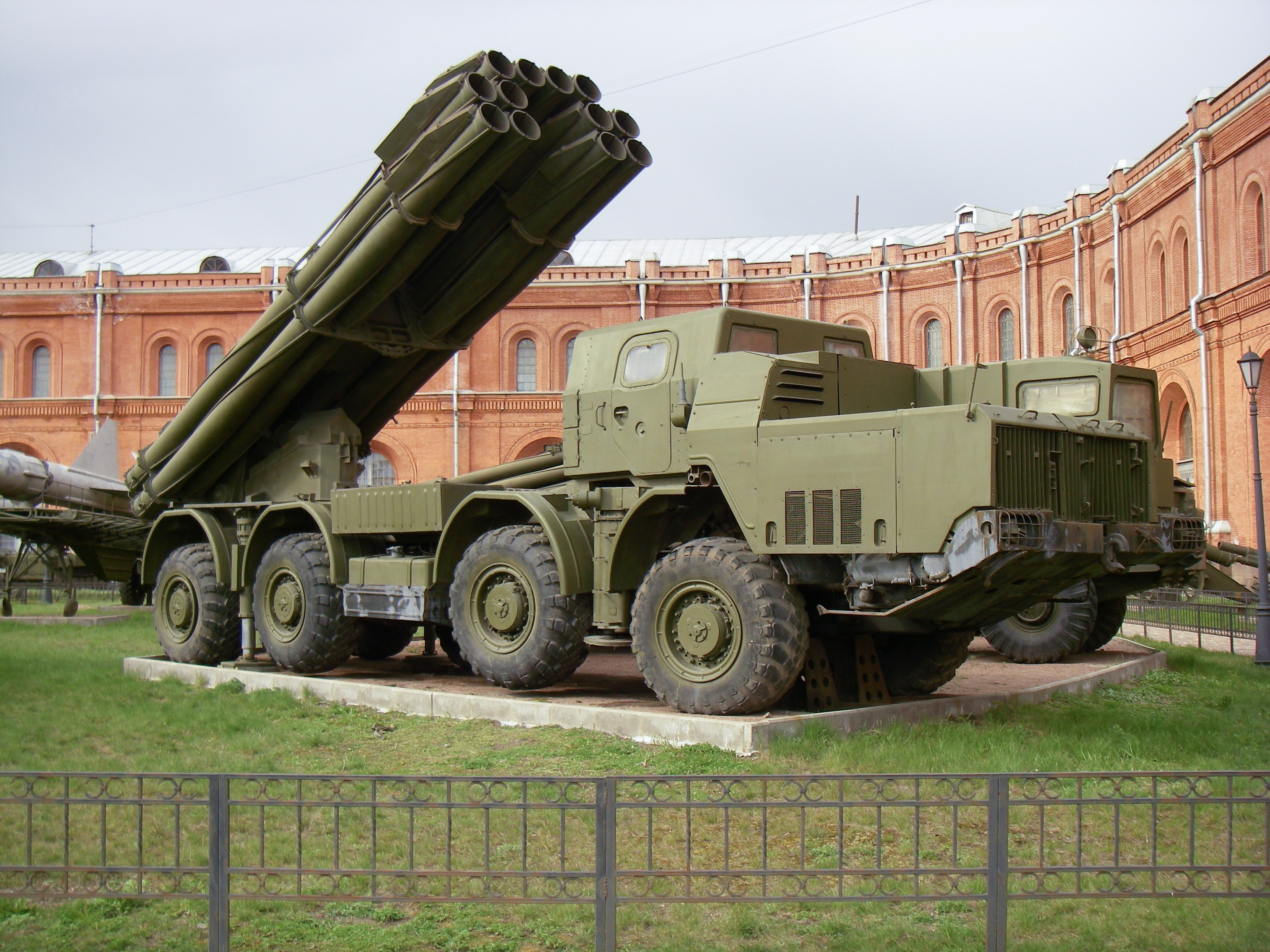
Raketartillerie: De BM-30 Smerch
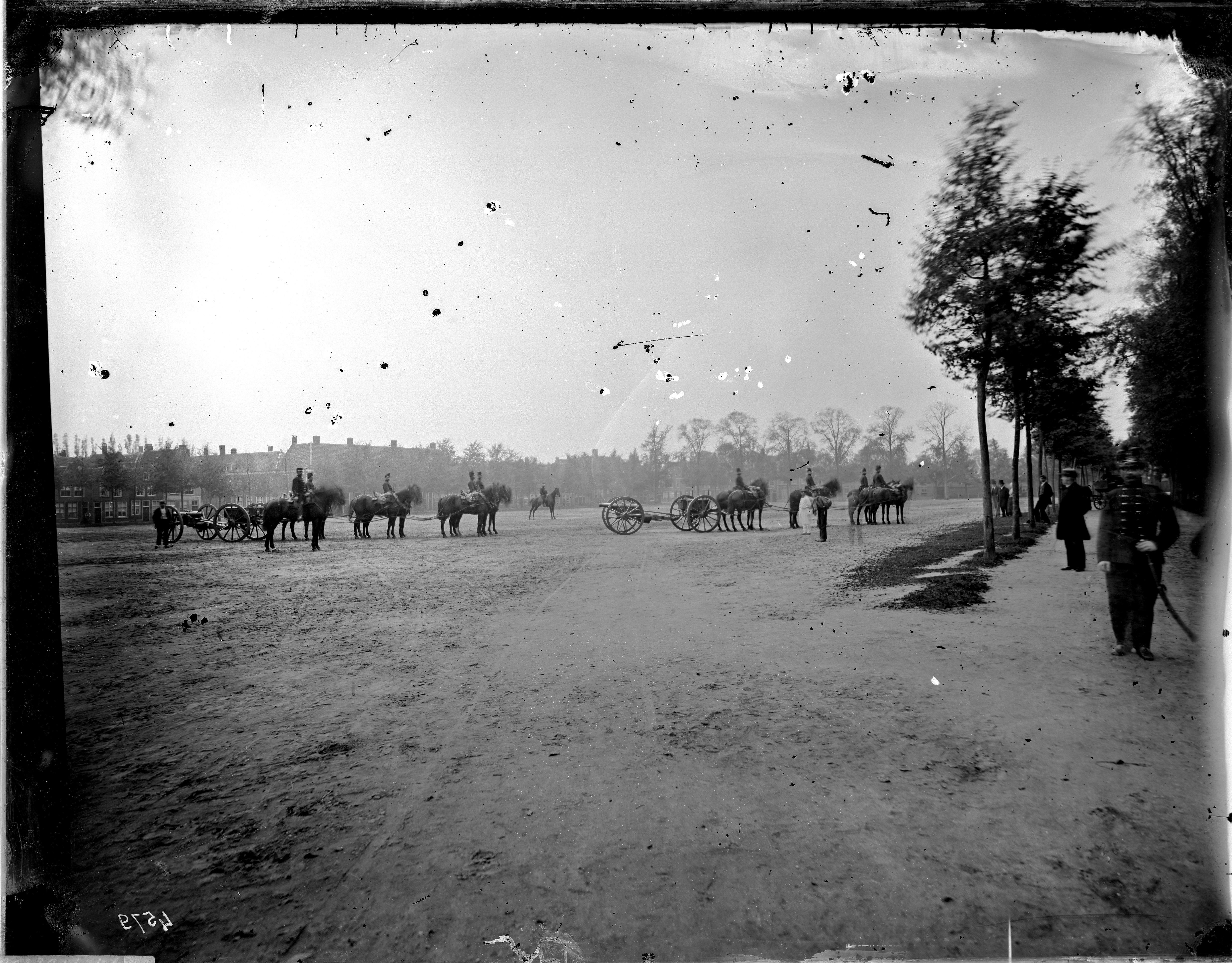
Gezicht op de Grote Ruïne van Leiden na de ramp, vanaf de Garenmarkt naar de Doezastraat gezien. Op de voorgrond geschutsexercitie van de artillerie.